# Divinefire
I Divinefire sono un gruppo musicale christian power metal fondato nell'estate 2004 dal chitarrista finlandese Jani Stefanovic e dal cantante svedese Christian Rivel, il quale è anche il leader del gruppo Narnia.
Il gruppo dapprima ha firmato per la King Records, in Giappone e poi ha proceduto alla pubblicazione del suo primo album, Glory Thy Name, il 18 dicembre 2004. Un mese dopo il disco è stato pubblicato nei paesi occidentali dalla Rivel Records, l'etichetta di Christian Rivel.
Il loro stile mischia essenzialmente elementi power metal con altri tipicamente melodic death metal.
Fino ad ora hanno pubblicato quattro album, e hanno avuti molti ospiti speciali in alcuni di essi.

## Formazione

### Formazione attuale
- Christian Liljegren - voce
- Germán Pascual - voce
- Jani Stefanovic - chitarra, tastiere, batteria

### Ex componenti
- Torbjörn Weinesjö - chitarra
- Andreas Olsson - basso, voce

## Ospiti speciali
- Pontus Norgren
- Thomas Vikström
- Fredrik Sjöholm
- Carl Johan Grimmark
- Eric Clayton
- Hubertus Liljegren

## Discografia
- 2004 - Glory thy Name
- 2005 - Hero
- 2006 - Into a New Dimension
- 2008 - Farewell
- 2011 - Eye of the Storm